# Eibenlaine
Die Eibenlaine ist ein rechter Nebenfluss des Alpenbachs in Oberbayern.
Sie entsteht zwischen Mitterberg und Rißer Hochkopf im Isarwinkel nördlich des Sattels zwischen beiden. Weiter nördlich tritt sie in ein Grabensystem ein, nimmt bald von rechts die Kaltwasser auf 880 m Höhe auf. Dort befindet sich ein Felspropf namens Turm. Von rechts trifft vorher der Fuchsgraben auf die Eschenlaine.
Nach weiterem kurzen Lauf in der Schlucht mündet sie von rechts in den Alpenbach.